# Maren Knebel
Maren Knebel (Karlsruhe, 3 de junio de 1985) es una deportista alemana que compitió en piragüismo en la modalidad de aguas tranquilas. Ganó 3 medallas en el Campeonato Mundial de Piragüismo entre los años 2005 y 2007 y 3 medallas en el Campeonato Europeo de Piragüismo entre los años 2005 y 2007.

## Palmarés internacional
| Campeonato Mundial | Campeonato Mundial   | Campeonato Mundial | Campeonato Mundial |
| Año                | Lugar                | Medalla            | Competición        |
| ------------------ | -------------------- | ------------------ | ------------------ |
| 2005               | Zagreb (Croacia)     | Medalla de bronce  | K4 1000 m          |
| 2007               | Duisburgo (Alemania) | Medalla de oro     | K4 200 m           |
| 2007               | Duisburgo (Alemania) | Medalla de oro     | K4 500 m           |
| Campeonato Europeo |                      |                    |                    |
| Año                | Lugar                | Medalla            | Competición        |
| 2005               | Poznań (Polonia)     | Medalla de plata   | K4 1000 m          |
| 2007               | Pontevedra (España)  | Medalla de oro     | K4 200 m           |
| 2007               | Pontevedra (España)  | Medalla de oro     | K4 500 m           |